# 국민의회 (프랑스 혁명)

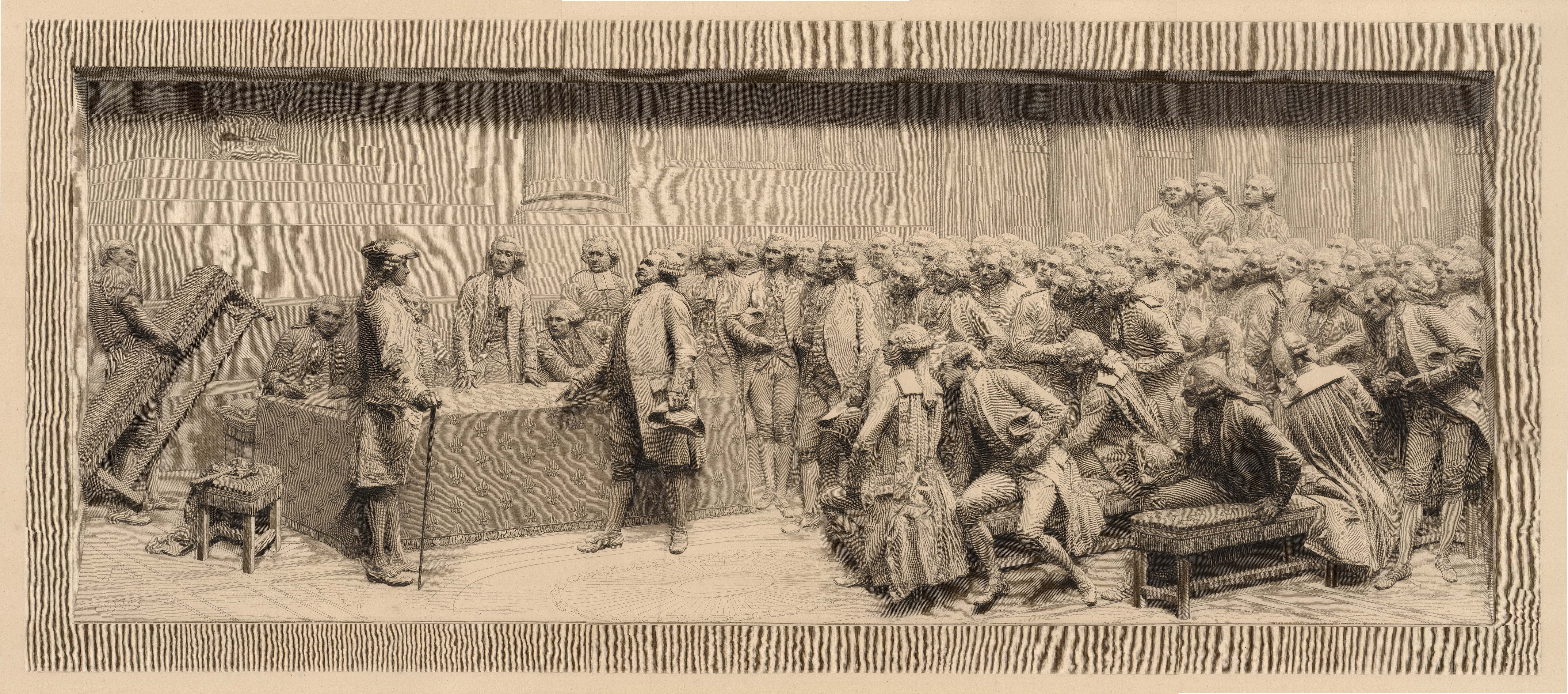

국민의회(프랑스어: Assemblée nationale)는 프랑스 혁명의 첫 해인 1789년 제3신분 대표자들에 의해 생겨난 의회이다. 그 해의 6월 17일에 창설되어 7월 9일에는 국민제헌의회(프랑스어: Assemblée nationale constituante)로 이름을 변경하였다.

## 배경
18세기 말 프랑스는 미국 독립전쟁 참가, 계속된 흉년, 경제상황 악화 등으로 인한 정치적, 경제적 혼란에 직면해 있었다. 루이 16세는 이를 타파하기 위해 명사회를 개최하여 귀족들의 도움을 요청했으나, 귀족들은 프랑스 전국민을 대표하는 삼부회가 열리기 전에는 도움을 줄 수 없다며 이를 거부하였다.
결국 1789년 5월 5일 프랑스의 국왕 루이 16세는 삼부회를 소집하여 재정난과 정치적 어려움을 해결하고자 하였다. 삼부회는 중세적 신분의회의 일종으로, 한 신분이 한 개의 표결권을 행사할 수 있었다. 당시 귀족들은 절대왕정의 힘을 약화시키고 자신들의 입지를 강화하고자 하였으나, 기본적으로는 국왕을 중심으로 한 중세적 신분제도를 지키고자 하였다. 이러한 상황에서 제3신분이 자신들의 뜻을 펴기는 어려웠다. 삼부회 초반부터 제3신분은 신분별 표결이 아니라 머릿수에 따른 투표를 요구하며 제1, 2신분 대표들과 대립하였다.

## 테니스 코트의 서약
당시 제3신분의 다수를 이루고 있었던 법률가, 공무원, 언론인, 기업가, 은행가 등 부르주아지들은 자신들의 자유주의적 입장에 동의하는 1,2신분 의원들을 설득하여 신분별 표결을 폐지하고자 하였으나, 1,2신분 중 일부만 이에 동의할 뿐이었다. 삼부회의 파행이 장기화되던 끝에 제3신분인 평민대표들은 자신들이 국민의 96%를 대표한다는 주장과 함께 6월 17일에 별도로 '국민의회'를 결성하였다. 아울러 어떠한 세금도 자신들의 동의 없이 징수할 수 없다고 선언했다. 평민대표들의 도발에 분노한 루이 16세는 측근들과 귀족대표들의 의견에 따라 '국민의회'의 해산을 명한후 회의당을 폐쇄해 버렸다. 6월 20일, 평민대표들은 국왕의 명령으로 회의장이 폐쇄된 것을 발견했다. 그들은 바로 테니스 코트로 이동하여 새로운 헌법을 제정할 것과 그때까지 절대로 '국민의회'를 해산하지 않을 것을 서약했다.
6월 23일, 루이 16세는 평민대표들에게 서약 파기와 신분별 표결방식의 수용을 명했으나 평민대표들은 이를 거부했다. 이런 와중에 몇몇 성직자와 귀족대표들이 국민의회에 합류하기 시작했다. 7월 9일이 되자 평민대표들은 '국민의회'를 스스로 '제헌의회'라고 선언하고 헌법 제정에 착수하였다.

## 제헌 국민의회
테니스 코트의 서약 이후 많은 1신분 의원들이 이에 합류하고, 2신분에서도 상당수의 의원들이 국민의회로 들어갔다. 상황이 이렇게 흘러가자 루이 16세는 국민의회의 존재를 인정하게 되었으며, 삼부회의 모든 의원이 국민의회에 참가하게 되었다. 이후 국민의회는 7월 7일에 헌법위원회를 창설하고, 7월 9일에는 제헌국민의회(프랑스어: Assemblée nationale constituante)로 명칭을 변경한다.

## 이후
이러한 전개과정을 통해 제3신분은 자신의 의지를 관철시킨 것처럼 보였다. 하지만 이후 국왕과 중세적 귀족들은 이를 저지하기 위해 친위 부대들을 동원하였다. 바스티유 감옥 습격 사건은 이에 대한 파리 시민들의 대응이다. 1789년 7월 14일 바스티유 감옥이 함락되었다.

## 8월 4일 밤의 선언
국민 의회 측은 성난 민중들을 진정시킬 수 있는 유일한 방법은 봉건제 폐기뿐이라고 생각하였다. 그리하여〈8월 4일 밤의 선언〉을 발표하였다. 더불어 국민 의회는 8월 26일 〈인간과 시민의 권리들에 대한 선언(인권선언)(Declaration des droits de l'homme et du citoyen)〉을 통하여 자유,평등,사유 재산의 불가침성,압제에 저항할 권리 등을 천명하였다.
이 선언으로 프랑스의 가톨릭교회는 상당한 충격에 빠졌다. 왜냐하면, 두 가지 선언으로 인해 교회의 성직자들이 지니고 있던 다양한 특권들과 권리들이 포기되었기 때문이다. '8월 4일 밤의 선언'으로 가톨릭 성직자들은 프랑스 내에서 더 이상 우월한 지위를 향유하는 별개의 질서 혹은 계급으로 존재할 수 없게 되었으며, 신자들에게 십일조를 부과하거나 가톨릭 교회의 소유재산을 관리할 수 있는 가톨릭 교회의 권리를 박탈당하였고, 국민의회가 부과하는 세금을 납부할 의무를 지게 되었다. 즉, 일반인들과 같은 수준의 시민이 되어 법률에 복종해야만 하였다. ‘인간과 시민의 권리들에 대한 선언(인권선언)’은 종교의 자유를 인정하였다.

## 같이 보기
- 헌법제정국민의회
- 국민공회
- 입법 의회 (프랑스)